# Gussola
Gussola est une commune italienne de la province de Crémone dans la région Lombardie, située à environ 110 kilomètres au sud-est de Milan et à environ 30 kilomètres au sud-est de Crémone. 

## Administration
| Période                                  | Période | Identité | Étiquette | Qualité |
| ---------------------------------------- | ------- | -------- | --------- | ------- |
|                                          |         |          |           |         |
| Les données manquantes sont à compléter. |         |          |           |         |

### Communes limitrophes
Colorno, Martignana di Po, San Giovanni in Croce, Scandolara Ravara, Sissa, Solarolo Rainerio, Torricella del Pizzo